# Fusigobius signipinnis
Fusigobius signipinnis és una espècie de peix de la família dels gòbids i de l'ordre dels perciformes.

## Morfologia
- Els mascles poden assolir 4,9 cm de longitud total.[4]

## Hàbitat
És un peix marí, de clima tropical (23 °C-27 °C) i associat als esculls de corall.

## Distribució geogràfica
Es troba des del Japó fins a Austràlia i Tonga.

## Observacions
És inofensiu per als humans.